# Cratere Unay
Unay  è un cratere sulla superficie di Venere.